# Albrecht Friedrich von Kesslau
Albrecht Friedrich von Kesslau (* 1726; † 17. April 1789 in Hildburghausen) war ein deutscher Architekt und fürstlicher Baubeamter.

## Leben
Albrecht Friedrich von Kesslau kam 1726 als Sohn des preußischen Offiziers Johann Christian Ernst von Kesslau (1692–1741) und dessen Frau Sabina Regina Friederica Hönn zur Welt. Ab 1737 war er Edelknabe am Hofe in Baden-Durlach. Von 1743 bis 1746 begleitete er in dieser Funktion den Prinzen Karl Friedrich von Baden-Durlach zum Studium an die Universität Lausanne, nach Frankreich und Holland. Nach ihrer Rückkehr übernahm Karl Friedrich die Regierung als Markgraf von Baden-Durlach. 1747 stieg der als Leibpage tätige Kesslau zum Hofjunker und Seconde-Leutnant auf, 1748 dann zum Premier-Leutnant.
Als Karl Friedrich Kesslaus Talent für Architektur erkannte, entsandte er ihn 1749 nach Stuttgart. Dort ging Kesslau bei Leopoldo Retti, der den Bau des Neuen Schlosses leitete, in die Lehre. Fünf Monate später folgte er Retti zu Arbeiten am Schloss Ansbach. 1750 kehrte er nach Karlsruhe zurück und arbeitete für das markgräfliche Bauamt unter Johann Heinrich Arnold. Im Herbst des gleichen Jahres ging er nach Paris, wo er bis März 1752 ein Schüler von Philippe de La Guêpière war. Seine Entwürfe waren stark vom damaligen Stararchitekten Balthasar Neumann beeinflusst.
Am 1. Juni 1752 wurde Kesslau zum Baudirektor am Hofe in Karlsruhe ernannt, auch gehörte er der Schlossbaudeputation an. Er war maßgeblich am zweiten Umbau des Karlsruher Schlosses beteiligt. Auf Basis eines Vorschlags von Balthasar Neumann bezog er Teile des bestehenden Schlosses mit in den Neubau ein und entwarf eine mehrteilige Anlage, wobei er separate Nebengebäude statt verlängerter Flügel, Eckrisalite am Corps de Logis und ein Mansarddach vorsah. Auch La Guêpière war an Planung und Ausführung des Projekts beteiligt, Kesslau trug jedoch die Hauptverantwortung für die bauliche Durchführung. Sein Mitarbeiter und späterer Nachfolger in Karlsruhe, Wilhelm Jeremias Müller, beendete die Arbeiten am Schloss.
Als Vorsitzender der Baudeputation nahm Kesslau auch Einfluss auf die bauliche Entwicklung von Karlsruhe, unter anderem entwarf er ein neues Modell für Privathäuser. 1755 wurde er zum Kammerjunker ernannt. Im gleichen Jahr heiratete er Louise Maria Justina († 1789), Tochter des Amtshauptmanns Johann Gottfried von Carlstein, in Meeder. Aus der Ehe gingen ein Sohn und eine Tochter hervor. 1756 erhielt Kesslau Sitz und Stimme in der markgräflichen Rentkammer. 1768 wurde er Direktor der Architektonischen Zeichenschule in Durlach.
Ab 1769 war Kesslau, von seiner Tätigkeit in Karlsruhe beurlaubt, stattdessen im Finanz- und Kameralwesen in Hildburghausen tätig. 1771 wurde er auf eigenen Wunsch vom Markgrafen entlassen und von Ernst Friedrich III. Carl von Sachsen-Hildburghausen zum Präsidenten der Fürstlichen Kammer ernannt. Auch erhielt er den Titel eines Wirklichen Geheimrats. Danach arbeitete er nur noch selten als Architekt. So plante er den Neubau der 1779 abgebrannten Stadtkirche in Hildburghausen.

## Werk (Auswahl)
- Schloss Karlsruhe, Umbau, Entwurf vermutlich 1752, Ausführung bis 1771
- Schlossgarten Karlsruhe, Entwurf um 1753
- Stutensee, Fohlenstall des Gestüts, Entwurf 1753
- Wachthäuser in Karlsruhe, 1754;
- Küchenpavillon in Stutensee, Entwurf 1761 mit Johann Heinrich Arnold Arnold und Wilhelm Jeremias Müller
- Fasanengarten mit Schlösschen und zwei chinesischen Pavillons in Karlsruhe, 1764/65 (Zuschreibung)
- Kanzleigebäude in Karlsruhe, Entwurf 1765
- Katholisches Bethaus in Karlsruhe, 1765 mit Wilhelm Jeremias Müller, zerstört (Zuschreibung)
- Hildburghausen, Stadtkirche, 1781–85